# Trade-Unionismus
Trade-Unionismus (abgeleitet vom englischen Begriff „trade union“, deutsch „Gewerkschaft“) bezeichnet in der marxistischen Literatur, insbesondere bei Lenin, eine Gewerkschaftsbewegung, die allein eine an Reformen orientierte Vertretung von Arbeiterinteressen verfolgt. Auch Arbeiterparteien, die sich auf gewerkschaftliche Reformpolitik beschränken, werden von Lenin als tradeunionistisch bezeichnet. 

## Entstehung
Das Gewerkschaftswesen entstand in England, wo sich die kapitalistische Produktionsweise zuerst entwickelte. Von dort verbreitete es sich mit zunehmender Industrialisierung und Proletarisierung über große Teile des Kontinents bis in andere industrialisierte Gesellschaften außerhalb Europas, konnte dort aber selten eine ähnlich starke Ausprägung wie im Vereinigten Königreich nehmen. Die englischen Gewerkschaften wurden von Marx und Engels als antikapitalistische Organisationen angesehen und geschätzt, Marx kooperierte mit ihnen in der Internationalen Arbeiterassoziation (gegründet 1864 in London). Erst später zeigten sich Marx und Engels von ihnen desillusioniert, weil sie den Charakter des von Lenin gegeißelten Trade-Unionismus annahmen. Bereits Engels sah in ihnen Organisationen der gehobenen Arbeiterklasse, der Arbeiteraristokratie.
Die britische Labour Party war zumindest in ihren ersten Jahrzehnten die politische Vertretung der Gewerkschaften im Parlament und für Lenin ein Beispiel für den Trade-Unionismus, da sie kein explizit sozialistisches Profil hatte und sich vorrangig auf die Vertretung gewerkschaftlicher Themen im Parlament konzentrierte. Die Partei entstand als Zusammenschluss von Gewerkschaften und kleinen politischen Parteien und kannte anfangs keine Individualmitgliedschaft. Damit stand sie im Gegensatz zu vielen sozialistischen Parteien des Kontinents, die keine tradeunionistische Tradition hatten. Die SPD entwickelte sich beispielsweise gleichzeitig mit den deutschen Gewerkschaften, während einige britische Unions bzw. ihre Vorläufer teilweise fast 100 Jahre vor der Labour Party gegründet wurden.

## Rezeption
Der Begriff wurde von Lenin in seiner Schrift "Was tun?" abwertend zur Bezeichnung einer Richtung innerhalb der SDAPR verwendet, die die politischen Auseinandersetzungen auf gewerkschaftlichen Kampf beschränkte. Für Lenin war der Trade-Unionismus eine Ideologie, die die Arbeiter unter den politischen Einfluss der Bourgeoisie bringt, anstatt unter den der Sozialdemokratie. Lenin formulierte dies in seiner Kritik des Spontaneismus und nahm die Situation der Arbeiterbewegung im Vereinigten Königreich auf, die beim Erscheinen von "Was tun?" noch immer dem Liberalismus verbunden war:
 Aber die spontane Entwicklung der Arbeiterbewegung führt eben zu ihrer Unterordnung unter die bürgerliche Ideologie, sie verläuft eben nach dem Programm des Credo, denn spontane Arbeiterbewegung ist Trade-Unionismus, ist Nur-Gewerkschaftlerei, Trade-Unionismus aber bedeutet eben ideologische Versklavung der Arbeiter durch die Bourgeoisie. Darum besteht unsere Aufgabe, die Aufgabe der Sozialdemokratie, im Kampf gegen die Spontaneität, sie besteht darin, die Arbeiterbewegung von dem spontanen Streben des Trade-Unionismus, sich unter die Fittiche der Bourgeoisie zu begeben, abzubringen und sie unter die Fittiche der revolutionären Sozialdemokratie zu bringen.
Zwei Jahre später griff Rosa Luxemburg den Streit Lenins mit dem Rabotschaja Mysl auf. Dabei ging sie auf eine Besonderheit der britischen Arbeiterbewegung ein, deren Klassenbewusstsein auf rein ökonomischen Prämissen beruhte, so dass bürgerliche Sozialisten, wie sie auf dem Kontinent die Parteivorstände dominierten, weniger Ansehen gegenüber proletarischen, oft anti-sozialistischen Gewerkschaftsfunktionären hatten:

Vor allem muß bemerkt werden, daß in der starken Herausstreichung der angeborenen Fähigkeiten der Proletarier zur sozialdemokratischen Organisation und in der Verdächtigung der „akademischen“ Elemente der sozialdemokratischen Bewegung an sich noch nichts „Marxistisch-Revolutionäres“ liegt, vielmehr darin ebensoleicht die Verwandtschaft mit opportunistischen Ansichten nachgewiesen werden kann. Der Antagonismus zwischen dem rein proletarischen Element und der nichtproletarischen sozialistischen Intelligenz – das ist ja der gemeinsame ideologische Schild, unter dem sich der französische halbanarchistische Nurgewerkschaftler mit seinem alten Rufe: Méfiez-vous de politiciens!, das Mißtrauen des englischen Trade-Unionismus gegen die sozialistischen „Phantasten“ und endlich – wenn wir richtig orientiert sind – auch der reine „Ökonomismus“ der ehemaligen Petersburger Rabotschaja Mysl (Arbeitergedanke) mit ihrer Übertragung der trade-unionistischen Borniertheit nach dem absolutistischen Rußland die Hand reichen.